# Důstojné využití věznice v Uherském Hradišti
Důstojné využití věznice v Uherském Hradišti, muzeum totalitních režimů či Muzeum totality jsou pracovní názvy muzejního projektu, který má podle dohody z roku 2017 vzniknout do roku 2027 v areálu bývalé věznice v Uherském Hradišti. Muzeum má připomínat krutost gestapa i komunistického režimu, který v 50. letech v Uherském Hradišti mučil a popravoval odpůrce režimu.

## Historie záměru
Někteří bývalí vězni, například Vladimír Drábek, po sametové revoluci doufali, že se dožijí její proměny v muzeum totality.
V roce 2009 vznikla Iniciativa za důstojné využití věznice v Uherském Hradišti, která si kladla za cíl podnícení diskuse a hledání cesty ke smysluplnému
využití věznice tak, aby byla zachována pieta místa a prostor využit způsobem odpovídajícím jeho historii. V té době byl na budově jen skromný pomník se jmény 29 popravených, zastřelených a umučených. 22. ledna 2010 skupina aktivistů datovala petici Za důstojné využití věznice v Uherském Hradišti, adresovanou předsedovi poslanecké sněmovny, předsedovi vlády a ministru spravedlnosti. V petičním výboru byli Vladimír Drábek, Jaroslav Křápek, Jan Prachař a Anna Stránská. Petici podepsala řada významných osobností, z nichž 26 iniciativa vyjmenovává v abecedním pořadí na svém webu. V roce 2010 byl v souvislosti s touto iniciativou založen spolek Memoria!, jehož předsedkyní je Anna Stránská. 
Rekonstrukci chátrající věznice slíbil premiér Andrej Babiš při své návštěvě věznice v květnu 2016, kdy k tomu řekl: „To je hrozné, šílené, to se fakt dělo? A tady se opravdu popravovalo? Ale i proto chci, aby z tohoto místa byl památník, kam budou například mladí lidé chodit, aby se dozvěděli, co tady v minulosti bylo.“ V rámci přípravy muzea bylo právo hospodařit s věznicí převedeno v roce 2017 z Okresního soudu v Uherském Hradišti na Úřad pro zastupování státu ve věcech majetkových.
Dne 10. dubna 2017 schválilo zastupitelstvo města Uherské Hradiště uzavření dohody o rozsahu prostor pro potřeby vybudování tzv. muzea totality v bývalé věznici, uzavírané mezi městem Uherské Hradiště, Ministerstvem kultury ČR, Zlínským krajem a Okresním soudem Uherské Hradiště. Následně má Úřad pro zastupování státu ve věcech majetkových zajistit studii, která vyčíslí náklady na vybudování tzv. muzea totality a navrhne optimalizaci rozmístění státních institucí v Uherském Hradišti včetně vyčíslení jejich budoucích provozních nákladů i vyjádření ekonomické výhodnosti.

## Historie a přestavba areálu
Justiční palác byl vybudován v letech 1891–1897, přesídlil do něj krajský i okresní soud a k budově byla přistavěna i rozsáhlá věznice. Již za první republiky zde byli vězněni účastníci generální stávky, věznice pak sloužila jak nacistickému režimu, kdy zde působilo gestapo, které zde shromažďovalo politické vězně před transportem do koncentračních táborů, tak komunistickému režimu, který zde věznil například členy odbojové organizace Světlana nebo rolníky, kteří odmítali vydat svou půdu. V 50. letech 20. století věznice proslula vyšetřováním vězňů pomocí elektrických šoků pomocí indukčního přístroje zvaného elektrické boty, což byly boty s ocelovou podrážkou. (To prováděli například vyšetřovatelé Státní bezpečnosti Alois Grebeníček či Alois Hlavačka ve sklepě budovy Státní bezpečnosti nedaleko věznice.) Mezi výslechy byli vězni zavření v traktu samovazeb, po jednom v místnostech s rozměry 2×4 metry. V těchto celách mají být expozice věnované jednotlivým bývalým vězňům, jedním z nich má být Jan Haluza, první trenér Emila Zátopka. Věznice zanikla spolu s krajským soudem roku 1960 při reformě státní správy. Objekt Česká televize označila za nejvýznamnější památku ve městě. Díky tomu, že objekt od 60. let nikdo nerekonstruoval, vypadají chodby i cely stejně jako v 50. letech. Podle historika Slováckého muzea Pavla Portla se v tak autentické podobě v Česku žádný jiný vězeňský komplex nezachoval.
Bývalá věznice, která desítky let byla zanedbaná a pustla, má být přestavěna v justiční komplex pro okresní soud, státní zastupitelství a probační a mediační službu, součástí komplexu má být i Muzeum totality, které má zaujmout zhruba třetinu objektu. Náklady na rekonstrukci byly vyčísleny 436 milionů Kč. Nevznikne tak velký muzejní areál, napojený například na badatelnu, který by podle Aktuálně.cz měl šanci získat proslulost i v rámci celého středoevropského prostoru. Prvním krokem mělo být začátkem roku 2020 výběrové řízení na opravu protékající střechy, dalším krokem vyklizení odpadu z areálu (tento krok započal 13. února 2020) a zaměření stavby, pak má následovat  archeologický průzkum a stavebně historický průzkum. V rámci archeologického výzkumu mají být ještě v roce 2020 na dvoře věznice hledány stopy po popravišti, které má být později přeměněno v pietní místo v rámci muzea. Na roky 2022–2025 je plánováno získávání povolení k samotné rekonstrukci a výběrová řízení na různé práce. S vlastními stavebními pracemi se má začít v roce 2025, dokončení rekonstrukce bylo plánováno na rok 2028, otevření muzea bylo v dohodě z roku 2017 plánováno na rok 2027, v roce 2020 už se mluvilo a psalo o roce 2028. Ředitel brněnské pobočky Úřadu pro zastupování státu ve věcech majetkových Ivo Popelka v únoru 2020 označil termín 2028 za „reálně optimistický“ s tím, že se může měnit podle situace a okolností, ale rekonstrukce je od převzetí objektu pro ústav prioritou a nejde nijak urychlit. Bývalí političní vězni, například Vlasta Černá, vyjádřili zklamání, že se otevření muzea už nedožijí. Zklamání s posunu termínu o další rok vyjádřil i spisovatel a publicista Luděk Navara z občanského sdružení Paměť, které se v únoru 2020 podílelo na organizaci konference. Řekl, že je pravděpodobné, že se žádný z politických vězňů nedožije otevření muzea, což označil za šokující, smutnou zpráva, za selhání naší společnosti. Zdůraznil, že v řadě okolních zemí taková muzea existují a dokonce i Ukrajina na to dokázala najít peníze.

## Koncepce expozice
V objektu bývalé věznice podle dohody z roku 2017 mají být vybudovány dvě stálé expozice:
- Muzeum totalitních režimů, jehož přípravu a realizaci má na starosti Moravské zemské muzeum Brno a Slovácké muzeum v Uherském Hradišti
- expozice s pracovním názvem Železná opona, kterou realizuje Slovácké muzeum v Uherském Hradišti

Generální ředitel Moravského zemského muzea Jiří Mitáček v únoru 2020 představil předběžný pracovní návrh budoucí podoby muzea. Hlavní obsah expozice by měl být zaměřený zejména na připomenutí osudů konkrétních lidí, kteří Uherským Hradištěm prošli. Nejsilnějším exponátem má být samotné místo věznice, které má být zachováno v co největší autentičnosti. Muzeum má mít dvě části:
- Příběhy slz; má být věnována osudům konkrétních politických vězňů, například Jana Haluzy, členů Orla i protikomunistické skupiny Světlana
- Cestopis zla; o těch, kteří se dopouštěli na svých nevinných obětech násilí, například vyšetřovateli Ludvíku Hlavačkovi a dalších

## Výstavy
Prozatímní expozice Věznice Uherské Hradiště, obsahově zaměřená především na historii objektu věznice a připomínku zločinů nacistické a komunistické zvůle páchaných na vězních, měla být od 27. dubna 2017 umístěna ve výstavních prostorech podkroví Reduty. Dalším předvojem muzea byla výstava „příběhy z dějin věznice v období nacistické a komunistické totality“, kterou ve věznici v Uherském Hradišti uspořádalo v období 17. 3. 2018 – 30. 11. 2018 Slovácké muzeum v Uherském Hradišti ve spolupráci s městem Uherské Hradiště, Klubem kultury a spolkem Memoria.